# Popcorn (Zeitschrift)
Popcorn (Eigenschreibweise: POPCORN) ist ein deutsches Jugendmagazin, das monatlich von Egmont Ehapa Media herausgegeben wird. Die verkaufte Auflage beträgt 18.652 Exemplare, ein Minus von 90,7 Prozent seit 1998.
Die Zeitschrift wurde erstmals 1977 als Melanie – Popcorn veröffentlicht, Vorgänger waren die 1974 bis 1977 bei Gevacur (Rolf Kauka) erschienene Mädchen-Zeitschrift Melanie sowie Melanie – Pop Club.
1986 übernahm der Schweizer Verleger Jürg Marquard Popcorn zusammen mit der Zeitschrift Mädchen vom Münchener Medit-Verlag.
Ab 1988 entfiel der Schriftzug Melanie und die Zeitschrift hieß nur Popcorn, im selben Jahr wurde eine ungarische Ausgabe gestartet.
Im Juli 1998 stellte die Marquard Media Gruppe die Zeitschrift Pop/Rocky zugunsten von Popcorn ein und zum 1. Januar 2000 verkaufte sie die Zeitschrift an die Axel Springer AG, wo sie vom Axel Springer Mediahouse München herausgegeben wurde. Im Juli 2009 wurde die Zeitschrift an die zum OZ Verlag gehörende Vision Media verkauft und das Axel Springer Mediahouse München aufgelöst. Im Oktober 2018 übernahm Egmont Ehapa Media die Zeitschrift.
Von Anfang der 1990er Jahre bis 2001 fand jährlich die Pop-Explosion bzw. Popcorn Live statt, eine Musikshow, die von der Zeitschrift Popcorn veranstaltet und über mehrere Jahre auch im Fernsehen ausgestrahlt wurde. Auf der Bühne standen damalige Teenie-Stars wie die Backstreet Boys, *NSYNC und Worlds Apart.
| 1998   | 1999   | 2000   | 2001   | 2002   | 2003   | 2004   | 2005   | 2006   | 2007   | 2008   | 2009   | 2010   | 2011   | 2012   | 2013  | 2014  | 2015  | 2016  | 2017  | 2018  | 2019  | 2020  | 2021  | 2022  | 2023  | 2024  |
| ------ | ------ | ------ | ------ | ------ | ------ | ------ | ------ | ------ | ------ | ------ | ------ | ------ | ------ | ------ | ----- | ----- | ----- | ----- | ----- | ----- | ----- | ----- | ----- | ----- | ----- | ----- |
| 201053 | 184785 | 191913 | 312570 | 332855 | 301353 | 264822 | 333724 | 235386 | 168329 | 154013 | 189990 | 157036 | 110936 | 104609 | 76142 | 42007 | 48919 | 35432 | 42464 | 30298 | 24947 | 14928 | 18530 | 15619 | 18165 | 18652 |